# Judy-Joy Davies
Judith Joy „Judy-Joy“ Davies (* 5. Juni 1928 in Melbourne; † 27. März 2016) war eine australische Schwimmerin. Sie erschwamm bei Olympischen Spielen eine Bronzemedaille und bei Commonwealth Games drei Goldmedaillen. Später wurde sie Sportjournalistin.

## Sportliche Karriere
Judy-Joy Davies gewann von 1946 bis 1952 jedes Jahr den australischen Meistertitel im Rückenschwimmen. Insgesamt gewann sie 17 australische Meistertitel.
Bei den Olympischen Spielen 1948 in London schwamm Davies im Vorlauf die zweitschnellste und im Halbfinale die viertschnellste Zeit über 100 Meter Rücken. Im Finale siegte die Dänin Karen Harup mit 1,6 Sekunden Vorsprung vor Suzanne Zimmerman aus den Vereinigten Staaten. 0,7 Sekunden nach Zimmermann erreichte Davies als Dritte das Ziel und hatte ihrerseits 1,7 Sekunden Vorsprung auf die viertplatzierte Ungarin Ilona Novák. 16 Jahre nach Bonnie Mealing war Davies die zweite Australierin, die eine olympische Medaille auf der Rückenlage gewann.
Zwei Jahre später bei den British Empire Games 1950 in Auckland siegte Davies über 110 Yards Rücken mit 0,5 Sekunden Vorsprung vor der Neuseeländerin Jean Stewart. Ihre zweite Goldmedaille gewann Davies mit Denise Spencer, Denise Norton und Marjorie McQuade in der 4-mal-110-Yards-Freistilstaffel. Die dritte Goldmedaille für Davies und für McQuade gab es für die 3-mal-110-Yards-Lagenstaffel mit Judy-Joy Davies, Nancy Lyons und Marjorie McQuade. Bei den Olympischen Spielen 1952 in Helsinki trat Davies über 400 Meter Freistil an, schied aber als Zehnte des Halbfinales aus.
Bei den British Empire and Commonwealth Games 1954 in Vancouver und den Olympischen Spielen 1956 in ihrer Heimatstadt Melbourne war Davies nicht mehr als aktive Athletin dabei, sondern als Sportjournalistin der Zeitung The Argus, die zur Gruppe des Daily Mirror gehörte. Sie war eine der ersten australischen Sportjournalistinnen, die nicht nur über Frauensport schrieb. 1957 wurde The Argus eingestellt und Davies wechselte zur Sun News Pictorial, die zur Gruppe The Herald and Weekly Times gehörte. Davies berichtete insgesamt 34 Jahre lang von Sportereignissen des Sommer- und des Wintersports. Da ihre Artikel von internationalen Großereignissen wie Olympischen Spielen in der Sun News Pictorial auch von zahlreichen Zeitungen in ganz Australien übernommen wurden, war sie als Sportjournalistin überregional bekannt. 1982 erhielt sie den National Press Club Award for Sports Journalism. 2011 wurde sie für ihre Verdienste als Sportjournalistin in die Sport Australia Hall of Fame aufgenommen.